# Te Anau
Te Anau è una città dell'Isola del Sud della Nuova Zelanda. Si trova sulla riva est del lago Te Anau nel Fiordland. Il lago Te Anau è il più grande dell'Isola meridionale ed il secondo della Nuova Zelanda, inferiore soltanto al lago Taupo. Secondo il censimento del 2001, la popolazione della città è di 1.857 abitanti. La città, eminentemente turistica, ha una capacità di circa 3.000 posti letto suddivisi fra strutture alberghiere e bed & breakfast.
Il turismo e l'agricoltura sono le attività economiche predominanti. Situata ai margini del Fiordland National Park, è la porta d'accesso ad una zona selvaggia famosa per la possibilità di effettuare escursioni a piedi fra scenari naturali mozzafiato. La zona, popolata da innumerevoli specie di uccelli, è adatta al birdwatching.
Te Anau è collegata a Invercargill, Gore e Manapouri ed è l'ultima città ad essere attraversata per chi è diretto a Milford Sound, che si trova a 120 km a nord.
Te Anau ha due scuole; Fiordland College e Te Anau Primary school.

## Galleria d'immagini

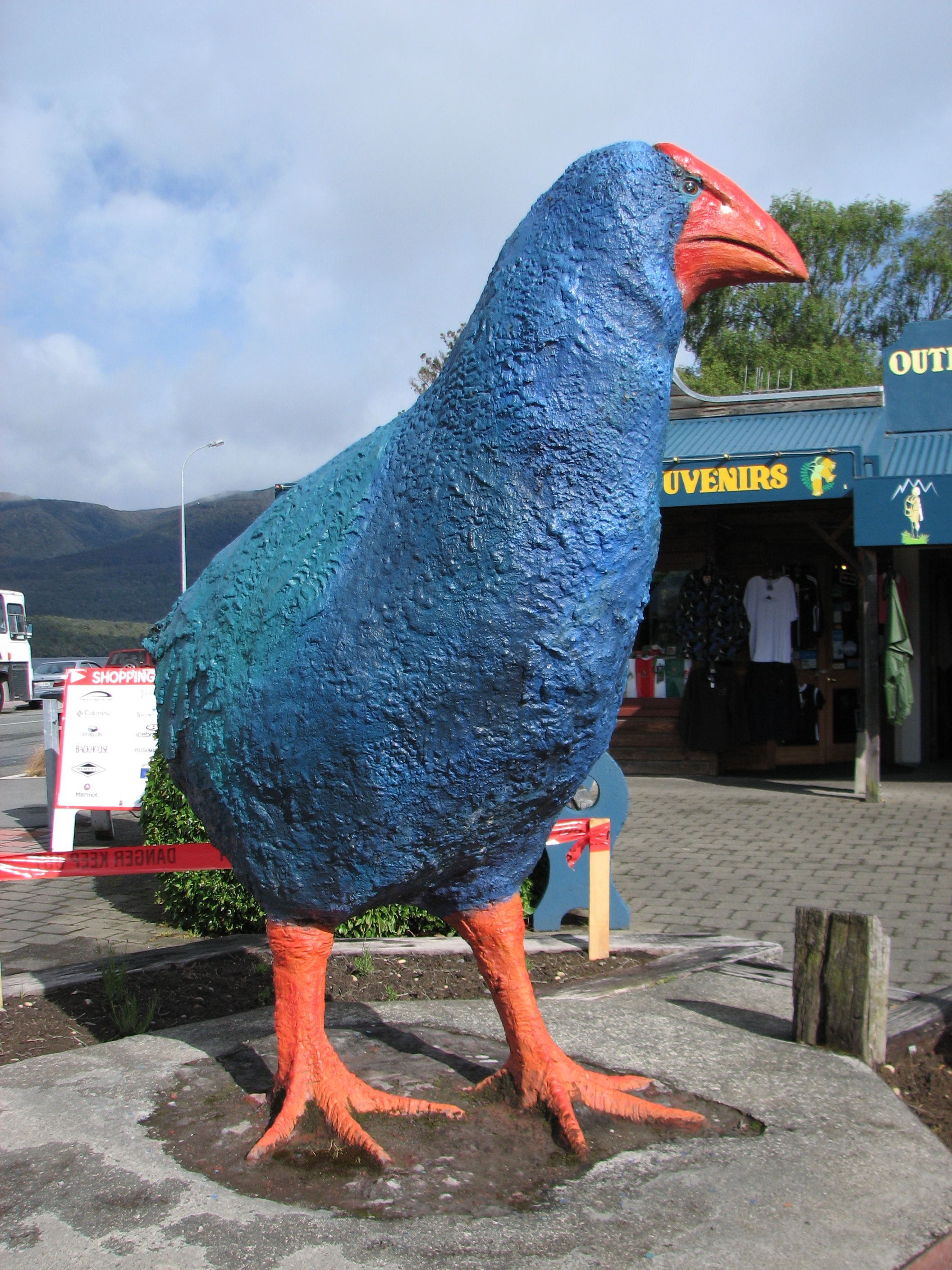
Una tipica scultura A Te Anau
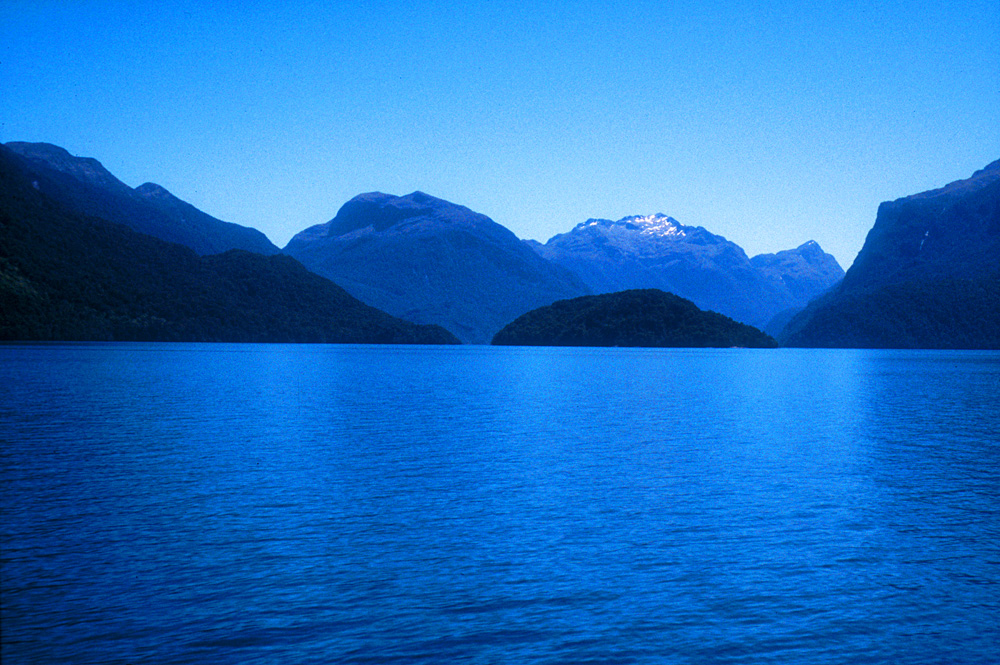
Scorcio del lago
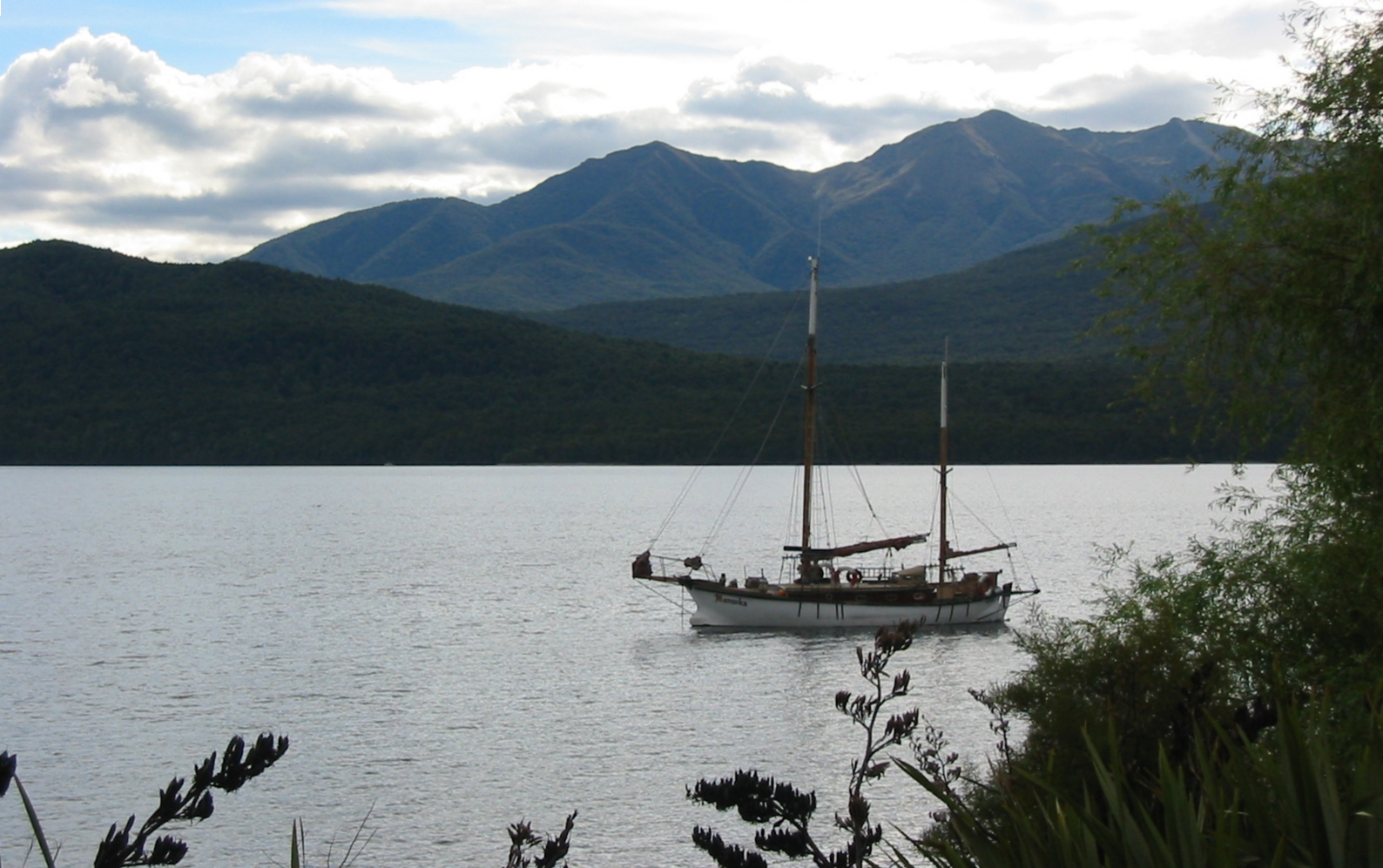
Il lago Te Anau